# Lisboa (Gvineja Bisau)
Lisboa (por. Ilha de Lisboa – Lisabonski otok) je otok u Gvineji Bisau. Nalazi se na rijeci Mansoa, istočno od ušća u rijeku Baboque. Njegova najveća visina je 9 m.

## Vanjske poveznice
- Pad zrakoplova u blizini otoka